# Kesänkitunturi

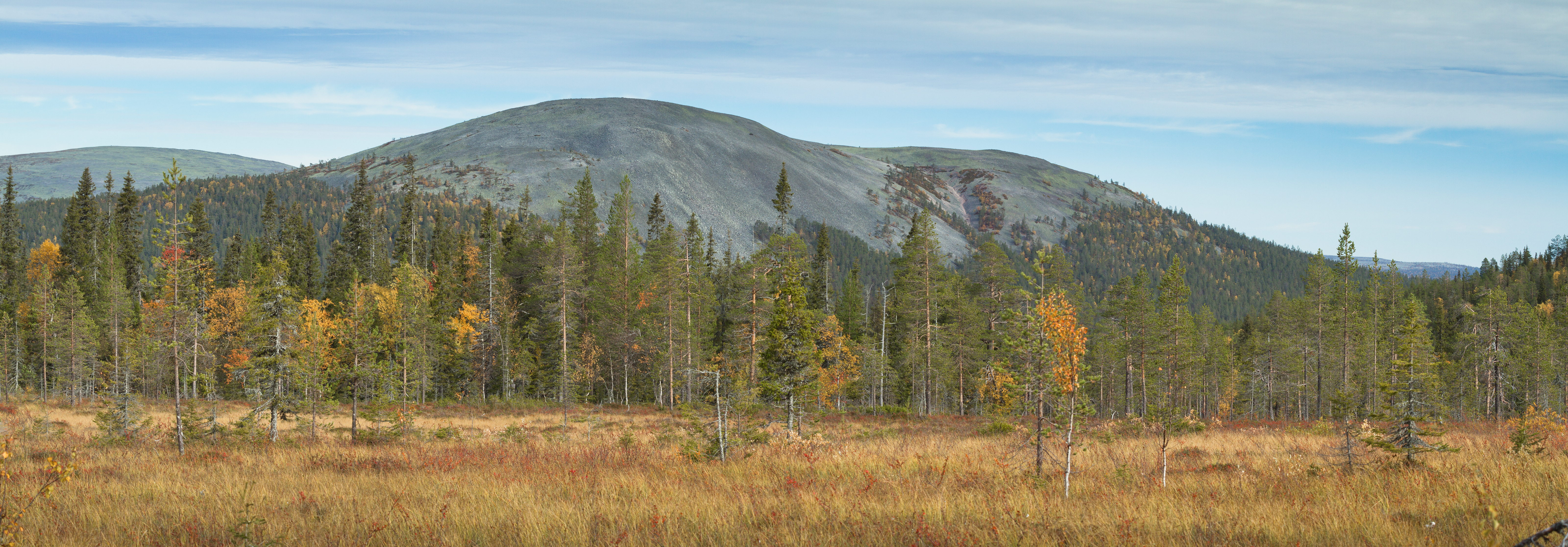
Kesänkitunturi (2018)

Der Kesänkitunturi ist ein Fjell (finnisch Tunturi) im finnischen Teil Lapplands, unweit von Äkäslompolo. Er besitzt eine Höhe von 517 Metern. Nach Kesänki kann man während der Ferienzeit Skiausflüge machen.